# Plains (Montana)
Plains (Salish: ncc̓kʷi) és una població dels Estats Units a l'estat de Montana. Segons el cens del 2000 tenia 1.126 habitants.

## Demografia
Segons el cens del 2000, Plains tenia 1.126 habitants, 472 habitatges, i 297 famílies. La densitat de població era de 776,3 habitants per km².
Dels 472 habitatges en un 27,8% hi vivien nens de menys de 18 anys, en un 48,1% hi vivien parelles casades, en un 11,4% dones solteres, i en un 36,9% no eren unitats familiars. En el 32,4% dels habitatges hi vivien persones soles el 16,7% de les quals corresponia a persones de 65 anys o més que vivien soles. El nombre mitjà de persones vivint en cada habitatge era de 2,31 i el nombre mitjà de persones que vivien en cada família era de 2,88.
Per edats la població es repartia de la següent manera: un 25,4% tenia menys de 18 anys, un 5,9% entre 18 i 24, un 22,1% entre 25 i 44, un 24,2% de 45 a 60 i un 22,5% 65 anys o més.
L'edat mediana era de 42 anys. Per cada 100 dones de 18 o més anys hi havia 90,9 homes.
La renda mediana per habitatge era de 26.331 $ i la renda mediana per família de 30.893 $. Els homes tenien una renda mediana de 26.875 $ mentre que les dones 16.058 $. La renda per capita de la població era de 13.010 $. Aproximadament el 16,7% de les famílies i el 20,3% de la població estaven per davall del llindar de pobresa.

## Poblacions més properes
El següent diagrama mostra les poblacions més properes.